# Fluorouracile
Le fluorouracile (prononciation : « fluoro-uracile ») ou, selon la DCI, fluorouracil, ou encore 5-fluorouracile (abréviation : 5-FU), est un médicament utilisé dans le traitement de certains cancers. Il appartient à la classe des médicaments antimétabolites, sous-classe des analogues de la pyrimidine. Il fait partie de la liste des médicaments essentiels de l'Organisation mondiale de la santé (liste mise à jour en avril 2013).

## Historique
Charles Heidelberger, professeur à l'université du Wisconsin, a étudié la toxicité de l'atome de fluor dans l'acide fluoracétique et découvert que celui-ci bloquait une enzyme vitale pour le métabolisme cellulaire. Heidelberger voulut alors incorporer cet atome dans les pyrimidines, formant les bases de l'ADN et collabora avec la firme Hoffmann-La Roche, qui synthétisa le fluorouracile en 1957. Des études cliniques confirmèrent l'intérêt du composé pour lutter contre les tumeurs gastroduodénales.

## Mécanisme d'action
L'uracile intervient dans la biosynthèse des acides nucléiques à deux niveaux :
- Il est incorporé dans l'ARN sous forme d'UTP (uridine triphosphate) ;
- Il constitue la source principale de TTP (thymidine triphosphate) incorporée dans l'ADN. La thymidylate synthase est la seule enzyme qui permet la biosynthèse de ce nucléotide.

Le fluorouracile doit être métabolisé dans la cellule pour être actif en subissant les mêmes réactions enzymatiques que les nucléotides normaux. Il agit principalement sur la synthèse d'ADN sous forme de 5-FdUMP (5 fluorodésoxyuracile monophosphate) en bloquant l'activité de la thimidylate synthase. De plus, un autre de ses métabolites (le 5-FUTP) a la capacité de s'incorporer dans les divers types d'ARN. La transcription se fera de manière erronée.

## Indications
Le Fluorouracile est utilisé pour traiter des carcinomes touchant essentiellement le système digestif ou l'appareil reproducteur féminin :
- Adénocarcinomes digestifs évolués ;
- Cancers colorectaux après résection en situation adjuvante (pour compléter l'effet de la chirurgie) ;
- Adénocarcinomes mammaires après traitement locorégional ou lors des rechutes ;
- Adénocarcinomes ovariens ;
- Carcinomes épidermoïdes des voies aérodigestives supérieures et œsophagiennes.

## Pharmacocinétique
En tant qu'analogue de la pyrimidine, le fluorouracile est transformé au sein de la cellule en différents métabolites cytotoxiques qui seront incorporés dans l'ADN et l'ARN, induisant au bout du compte l'arrêt du cycle cellulaire et l'apoptose.

## Formes topiques
Traitement local dans certaines kératoses et tumeurs cutanées.

## Prodrogue
La capécitabine est une prodrogue qui est convertie en 5-fluorouracile dans les tissus. Elle peut être administrée par voie orale.

## Études cliniques
En 1989, un groupe canadien montre un gain de survie dans le cancer colorectal métastatique en associant le fluorouracile et son antidote, l'acide folinique, aussi appelé leucovorine, par rapport au bolus de fluorouracile seul. En 1990, une étude américaine montre, chez les patients atteints d'un cancer colique de stade III et traités par fluorouracile et lévomisole, une survie globale à 5 ans améliorée. En 1997, Gramont el al., de l'hôpital Saint-Antoine, à Paris, montrent la supériorité de la perfusion de fluorouracile sur le bolus. Au milieu des années 1990, l'introduction de l'oxaliplatine et de l'irinotécan modifie les pratiques et donne naissance aux protocoles FOLFOX (fluorouracile/acide folinique + oxaliplatine) et FOLFIRI (fluorouracile/acide folinique + irinotécan), dont l'efficacité est équivalente. L'introduction en 2004 du bévacizumab, un anticorps monoclonal ciblant le VEGF, permet le développement du protocole FOLFOX-bévacizumab utilisé en situation métastatique dans le cancer du côlon.
Le traitement par 5-FU entraîne une prise de poids chez les patients traités.

## Déficit en dihydropyrimidine déshydrogénase
Depuis les années 1990, plusieurs études montrent que le médicament a une toxicité importante vis-à-vis des patients ayant un déficit d'une enzyme intervenant dans l'élimination du produit, la dihydropyrimidine déshydrogénase (DPD),,.
En France, en janvier 2019, quatre familles de patients portent plainte contre X à la suite d'effets secondaires graves liés à une déficience non dépistée de l'enzyme DPD.
Le 29 avril 2019, en France, l'ANSM conditionne tout traitement à la 5-FU à un test préalable de dépistage du déficit en DPD.